# رباط عاني فخذي
رباط عاني فخذي (بالإنجليزية: Pubofemoral ligament)‏ هو رباط على الجانب السفلي من مفصل الورك.
يعلق هذا الرباط، من أعلاه، قمة عرف ساد. ومن أدناه، مع الحافظة ومع السطح العميق من الرباط الحرقفي الفخذي.